# Scars (groupe)
Pour les articles homonymes, voir Scars.
 (juillet 2022).
La mise en forme du texte ne suit pas les recommandations de Wikipédia : il faut le « wikifier ».
Les points d'amélioration suivants sont les cas les plus fréquents. Le détail des points à revoir est peut-être précisé sur la page de discussion.
- Les titres sont pré-formatés par le logiciel. Ils ne sont ni en capitales, ni en gras.
- Le texte ne doit pas être écrit en capitales (les noms de famille non plus), ni en gras, ni en italique, ni en « petit »…
- Le gras n'est utilisé que pour surligner le titre de l'article dans l'introduction, une seule fois.
- L'italique est rarement utilisé : mots en langue étrangère, titres d'œuvres, noms de bateaux, etc.
- Les citations ne sont pas en italique mais en corps de texte normal. Elles sont entourées par des guillemets français : « et ».
- Les listes à puces sont à éviter, des paragraphes rédigés étant largement préférés. Les tableaux sont à réserver à la présentation de données structurées (résultats, etc.).
- Les appels de note de bas de page (petits chiffres en exposant, introduits par l'outil «  Source ») sont à placer entre la fin de phrase et le point final[comme ça].
- Les liens internes (vers d'autres articles de Wikipédia) sont à choisir avec parcimonie. Créez des liens vers des articles approfondissant le sujet. Les termes génériques sans rapport avec le sujet sont à éviter, ainsi que les répétitions de liens vers un même terme.
- Les liens externes sont à placer uniquement dans une section « Liens externes », à la fin de l'article. Ces liens sont à choisir avec parcimonie suivant les règles définies. Si un lien sert de source à l'article, son insertion dans le texte est à faire par les notes de bas de page.
- La présentation des références doit suivre les conventions bibliographiques. Il est recommandé d'utiliser les modèles {{Ouvrage}}, {{Chapitre}}, {{Article}}, {{Lien web}} et/ou {{Bibliographie}}. Le mode d'édition visuel peut mettre en forme automatiquement les références.
- Insérer une infobox (cadre d'informations à droite) n'est pas obligatoire pour parachever la mise en page.

Pour une aide détaillée, merci de consulter Aide:Wikification.
Si vous pensez que ces points ont été résolus, vous pouvez retirer ce bandeau et améliorer la mise en forme d'un autre article.
Scars (initialement connu sous le nom de The Scars) était un groupe de post-punk écossais originaire d'Édimbourg. Il a fait partie de la scène musicale de cette ville à la fin des années 1970 et au début des années 1980.

## Biographie
Le groupe, mené par le chanteur Robert King avec Paul Research à la guitare solo, John Mackie à la basse et Calumn Mackay à la batterie, a sorti son premier single en 1979 chez Fast Product : « Horrorshow / Adult/ery ». Leur chanson « Your Attention Please » est apparue sous forme de flexi-disque gratuit dans le premier numéro du magazine londonien iD. Cette chanson a ensuite été incluse sur l'album Author! Author! , sorti en 1981. The Scotsman a classé l'album numéro 75 dans la liste des 100 meilleurs albums de rock et pop écossais de tous les temps. John Peel a invité le groupe à enregistrer deux de ses sessions, une fois en février 1980 et une autre en mai 1981.
En 1982, la cohésion du groupe commence à s'affaiblir et il finit par se séparer.

## Après leur séparation
Le groupe Lemon Jelly a samplé « Horrorshow » dans leur chanson « '79 aka The Shouty Track » sur l'album '64 - '95, sorti en 2005. Au cours de la tournée de Lemon Jelly pour cet album, ils ont invité Scars à jouer en live les parties samplées sur « '79 aka The Shouty Track » lors de plusieurs concerts, notamment à Édimbourg.
En mars 2007, Scars est apparu dans l'émission TOTP2 de la BBC2, chaîne qui avait diffusé une version live de leur single « All About You » en 1981 dans The Old Grey Whistle Test.
Le groupe s'est reformé temporairement pour un concert de retrouvailles unique à Édimbourg le 29 décembre 2010 ; leur première apparition en direct en 25 ans.
L'histoire de Scars est couverte dans le film documentaire Big Gold Dream, sorti en 2015, qui retrace la scène post-punk écossaise.

## Discographie
- « Horrorshow / Adult/ery » (7", Fast 1979)
- « They Came and Took Her / Romance By Mail » (7", Charisma 1980)
- « Love Song / Psychomodo » (7", Charisma 1980)
- « All About You / Author! Author! » (7", Charisma 1981)
- Author! Author! (LP, Charisma 1981), classé n° 67 au Royaume-Uni
- Author! Author! (EP, Stiff 1981)
- Author! Author! (CD, PréVS 2007)